# Ambohipihaonana (Vakinankaratra)
Ambohipihaonana is een plaats en commune in het centrum van Madagaskar, behorend tot het district Ambatolampy, dat gelegen is in de regio Vakinankaratra. Tijdens een volkstelling in 2001 telde de plaats 17.295 inwoners.
De plaats biedt naast lager onderwijs ook middelbaar onderwijs aan. Er wordt mijnbouw bedreven op industriële schaal. 98 % van de bevolking werkt als landbouwer. Het belangrijkste landbouwproduct is rijst; andere belangrijke producten zijn mais, maniok, zoete aardappelen en tabak. Verder is 0,5% actief in de dienstensector en heeft 1,5% een baan in de industrie.